# Papaja
A papaja vagy dinnyefa (Carica papaya) a keresztesvirágúak rendjébe és a dinnyefafélék családjába tartozó faj. Gyümölcse szintén papaja néven ismert.

## Származása, elterjedése
Valószínűleg több faj kereszteződéséből származik, feltehetően Mexikóban alakult ki. Az amerikai kontinensen, a térítők között őshonos.

## Megjelenése, felépítése
Pálmaszerű, el nem ágazó törzse 8–10 m magas. Levelei a törzs tetején, csokorban helyezkednek el. Egy-egy levélnyél akár 60 cm hosszú is lehet. Az apró, zöldes színű porzós virágok önállóan vagy kettes-hármas csoportokban, a törzs felső részén találhatók.
Ránézésre a sárgadinnyéhez hasonló, érett állapotban narancssárga 20–30 cm-es bogyótermései a törzs felső részén, a levélkorona alatt fejlődnek ki. Egy-egy papajagyümölcs akár 5 kg-ot is nyomhat. Rózsaszín vagy narancssárga gyümölcshúsa mintegy 3 cm vastag. Fekete, borsónyi magvai a termés központi üregét töltik meg.

## Felhasználása

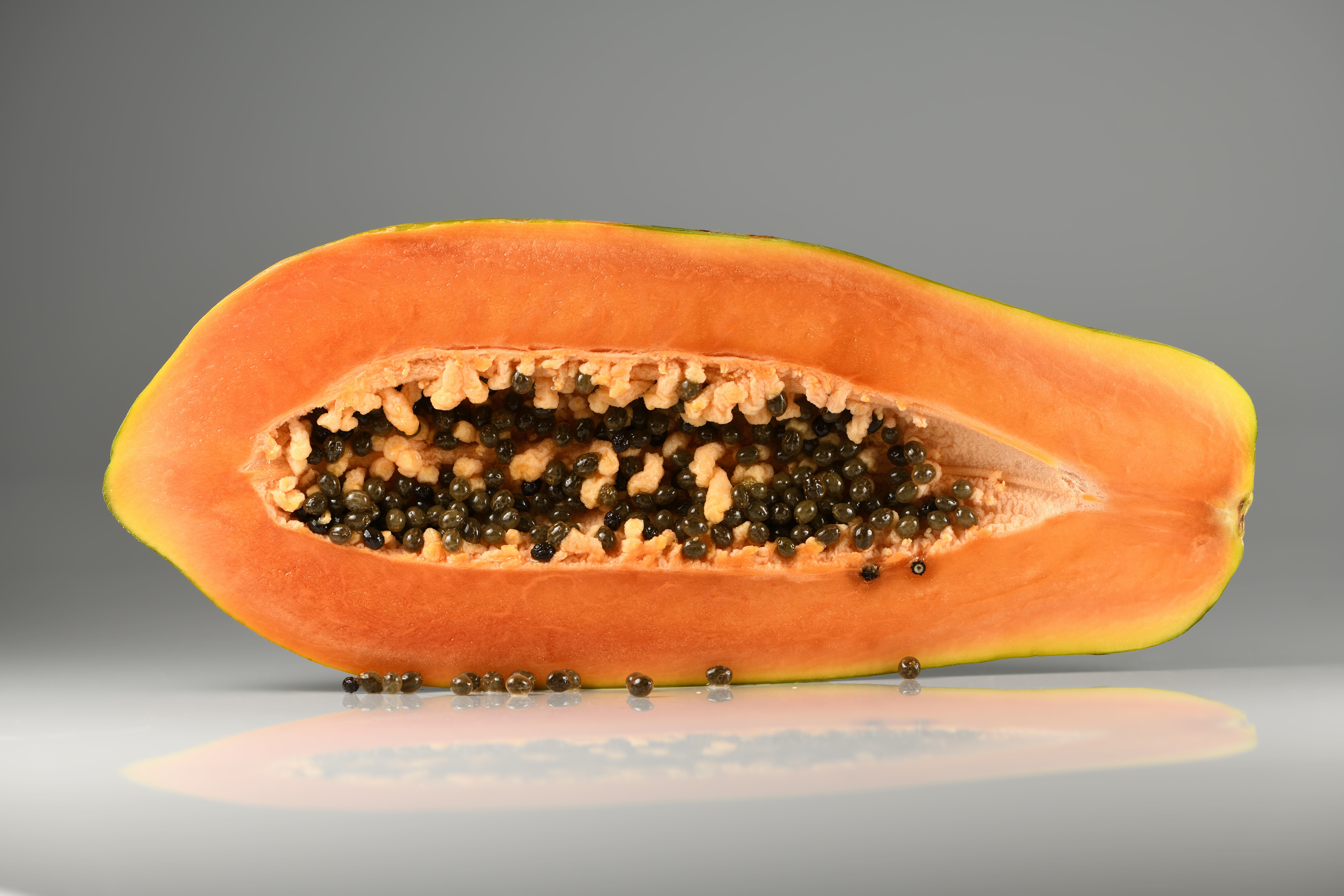
A papaja gyümölcse

A trópusi területeken termesztik; Mexikóban már évszázadokkal a klasszikus közép-amerikai kultúrák előtt művelésbe vonták.
Sok helyen kedvelt gyümölcs. Salátákhoz, süteményekhez, ivólevekhez is felhasználják. Leve savanykás, üdítő ital.
Gyümölcse bizonyos emésztési zavarok (gyomorsav-elégtelenség, emésztési problémák miatt kialakuló migrén, felfúvódás, hasnyálmirigy-elégtelenség) kezelésére is ajánlott. Kivonatát a bél különféle élősködői (Oxyuris, Ascaris, Ancylostom), valamint visszértágulatos fekély, aranyér- és bőrproblémák (tályogok, sebek és különféle bőrbetegségek) ellen is alkalmazzák. A gyümölcshúst a trópusokon a növény saját leveleibe csavarják, hogy megpuhuljon.
Tejnedve egy papain nevű, a pepszinhez hasonló fehérjebontó enzimet (proteáz) tartalmaz. A papaja hatóanyaga élősködőellenes szer, amely nyugtatja az emésztőrendszert. Elősegíti a fehérjék, a zsírok és a cukrok emésztését, a gyomorsav mennyiségétől függően. Ödémagátló és sebgyógyulást serkentő tulajdonság is jellemzi. A Floridai Egyetem kutatói bebizonyították, hogy a papaja segíti a rákkal szembeni küzdelmet és csökkenti a tüdő-, mell-, máj-, méhnyak- és hasnyálmirigyrák kialakulásának esélyét.  A papaja rostjai megkötik a rák kialakulásáért felelős toxinokat és megvédik a még egészséges bélhámsejteket, így segít megakadályozni a vastagbélrák kialakulását. Ezen felül még az 1-es típusú cukorbetegek vércukorszintjét is csökkenti, ápolja a bőrt és a hajat, illetve magas a vitamin- és ásványianyag-tartalma.
Jóllehet a növény mérgező hatását nem jelezték, a dinnyefából készült termékek csak orvosi rendelvényre kaphatók, mert egyesekből allergiás tüneteket váltanak ki, és módosíthatják a véralvadást is.